# Claudia Rieschel
Claudia Rieschel (ur. 30 listopada 1950 w Hamburgu) – niemiecka aktorka, znana w Polsce głównie z roli młodej lekarki weterynarii Grażyny Barskiej w Karino w reżyserii Jana Batorego.

## Wybrana filmografia
- Karino (serial telewizyjny 1974)
- Karino (wersja kinowa 1976)